# Општина Загар (Муреш)
Загар (рум. Zagăr) општина је у Румунији у округу Муреш.
Oпштина се налази на надморској висини од 487 m.